# Bat Out of Hell
Bat Out of Hell — дебютный студийный альбом американского певца Мит Лоуфа и его соавтора Джима Стайнмана, выпущенный 21 октября 1977 года компанией Cleveland International.
Альбом входит в список наиболее продаваемых альбомов мира, только в США разойдясь тиражом в 14 млн. копий. В 2002 году альбом занял 84-ю позицию в рейтинге «100 лучших рок-альбомов всех времён» по версии журнала Classic Rock. В 2003 году альбом занял 343-е место в списке «500 величайших альбомов всех времён» по версии журнала Rolling Stone.

## Подготовительный период
Идея альбома возникла у Стайнмана в ходе постановки мьюзикла «Neverland» («рок-версии» пьесы «Питер Пэн» Джеймса Барри), написанного им в 1974 году; Стайнман и Лоуф (оказавшиеся вместе в гастролях) почувствовали, что три композиции — «Bat Out of Hell», «Heaven Can Wait» and «The Formation of the Pack» (позже ставшая «All Revved Up with No Place to Go»), — были достаточно «обещающими», и Джим начал развивать их в полноценный альбом.
Звукозаписывающие компании длительное время отказывались браться за альбом, не веря в предлагаемое смешение жанров. По воспоминаниям Лоуфа, у них ушло два с половиной года на обивания порогов звукозаписывающих компаний. Клайв Дэвис, представитель компании CBS, заявил Лоуфу, что «актёры не записывают альбомы», и высмеял композиторские способности Стайнмана:
Ты знаешь, как пишутся песни? Ты знаешь хоть что-нибудь о сочинительстве? Когда работают над композицией, пишут так: A, B, C, B, C, C. Я не знаю, что ты делаешь. Ты пишешь A, D, F, G, B, D, C. Ты не знаешь, как написать песню... Ты когда-нибудь слушал поп-музыку? Ты когда-нибудь слышал рок-н-ролл?... Когда вы выйдете отсюда, вам следует спуститься вниз... и купить несколько рок-н-ролльных пластинок.
Стейнман отшучивался, в то время как Лоуф кричал с лестницы ругательства.
Контракт был заключён с фирмой Cleveland International.

## Запись

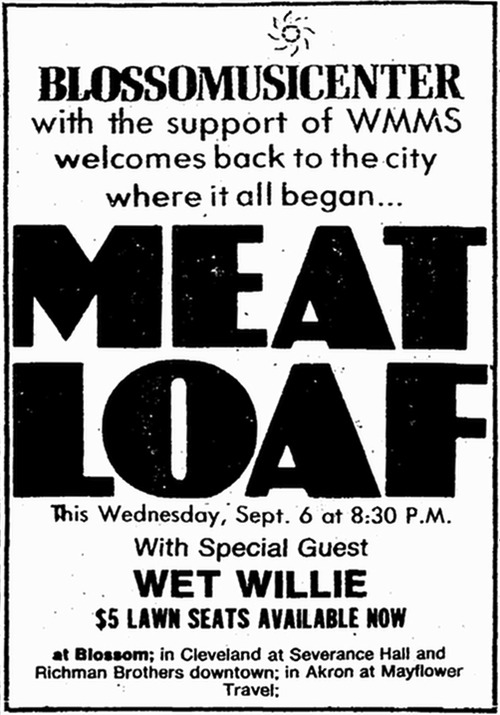
Афиша 1978 года

Запись альбома началась во второй половине 1975 года.
В качестве продюсера был выбран Тодд Рандгрен (Лоуф и Стайнман также рассматривали кандидатуры Энди Джонса и Джимми Айовина). Лоуф поначалу счёл Рандгрена «дерзким», но быстро зауважал его. Рандгрен находил альбом забавным, считая, что это — пародия на Брюса Спрингстина: «Большой, толстый, оперный парень, исполняющий совершенно невероятные, надуманные, затянутые песни. Вся эта напыщенность. Это был Брюс Спрингстин в квадрате. Я посмеивался и тогда, и сейчас. Не могу поверить, что мир воспринял это всерьёз». Рандгрен потратил собственные деньги на аренду студии Bearsville.
И Рандгрен, и Стайнман вдохновлялись техникой «стены звука». Рандгрен также исполнил партии гитары; когда Стайнман настоял на звуке мотоцикла в заглавном треке, Тодд за 15 минут записал его на гитаре и за последующие полчаса завершил аранжировку десятиминутной композиции, восхитив всех в студии. Стайнман впоследствии описал Тодда как «самого гениального гения из всех, с кем работал».
Заглавный трек Стайнман охарактеризовал как «рок-н-ролльно-научно-фантастическую версию Питера Пэна», вдохновлённую такими композициями на тему подростковой трагедии как «Leader of the Pack» и «Tell Laura I Love Her». Стайнман горел желанием написать «самую экстремальную песню об аварии». Мит Лоуф черпал вдохновение из фильма Альфреда Хичкока «Психо».
Эллен Фоли, исполняющая женский вокал в «Paradise by the Dashboard Light», знала Мита Лоуфа со времён их совместной работы в «National Lampoon Road Show», где они исполняли музыкальные комедийные сценки.
«Two Out of Three Ain’t Bad», написанная последней, была попыткой Стайнмана сочинить что-то «несложное»; взяв за основу игравшую по радио песню Элвиса Пресли «I Want You, I Need You, I Love You», он в итоге написал: «I want you, I need you but there ain’t no way I’m ever gonna love you, don’t be sad, 'cause two out of three ain’t bad». Сингл получил платиновый статус продаж в США.
Презентация альбома прошла в клубе «Bottom Line» (Нью-Йорк) и транслировалась по радио WNEW-FM. Для британской аудитории альбом был представлен в телепередаче «Old Grey Whistle Test», с видеоклипом к заглавной композиции.

## Отзывы критиков
Борис Барабанов (КоммерсантЪ) в статье-некрологе, посвящённой Лоуфу, написал, что «дуэт Лоуф—Стайнман вывел помпезный рок, берущий начало в музыке The Who, Queen и Брюса Спрингстина и в мюзикле Стайнмана „Неверленд“, на новый уровень».

## Список композиций
Слова и музыка всех песен — Джим Стейнман.
| №  | Название                                                      | Длительность |
| -- | ------------------------------------------------------------- | ------------ |
| 1. | «Bat Out of Hell»                                             | 9:56         |
| 2. | «You Took the Words Right Out of My Mouth (Hot Summer Night)» | 5:04         |
| 3. | «Heaven Can Wait»                                             | 4:38         |
| 4. | «All Revved Up with No Place to Go»                           | 4:19         |

| №                   | Название | Длительность |
| ------------------- | --- | ------------ |
| 5.                  | «Two Out of Three Ain't Bad» | 5:23         |
| 6.                  | «Paradise by the Dashboard Light (дует с Эллен Фоли) - "I. Paradise" - "II. Let Me Sleep on It" - "III. Praying for the End of Time» | 8:28         |
| 7.                  | «For Crying Out Loud» | 8:45         |
| Общая длительность: | Общая длительность: | 46:33        |

## Сертификаты продаж
| Регион | Сертификация     | Продажи     |
| --- | ---------------- | ----------- |
| Австралия (ARIA) | 25× Платиновый   | 1 750 000^  |
| Великобритания (BPI) | 11× Платиновый   | 3 300 000   |
| Германия (BVMI) | Платиновый       | 500 000^    |
| Дания (IFPI Danmark) | 2× Платиновый    | 40 000      |
| Канада (Music Canada) | 2× Бриллиантовый | 2 000 000^  |
| Исландия | —                | 20,000      |
| Нидерланды (NVPI) | Платиновый       | 500,000     |
| Новая Зеландия (RMNZ) | 17× Платиновый   | 255 000^    |
| США (RIAA) | 14× Платиновый   | 14 000 000^ |
| ^ Данные о тиражах приведены только на основе сертификации. · Данные о продажах + прослушиваниях приведены только на основе сертификации. |                  |             |

## Дополнительные факты
- После трёхдневной попойки в честь выхода альбома Лоуф проснулся в отеле «Вирджиния», не имея понятия, как он там оказался[39].
- В туре 2004 года исполнялись все композиции альбома, в том числе «For Crying Out Loud», не исполнявшаяся на концертах с 1978 года[40][41].
- Под влиянием альбома британская группа Slade записала восьмиминутный эпик «Ready to Explode» для альбома The Amazing Kamikaze Syndrome 1983 года[42].